# 基米托島
60°9′22″N 22°42′32″E / 60.15611°N 22.70889°E

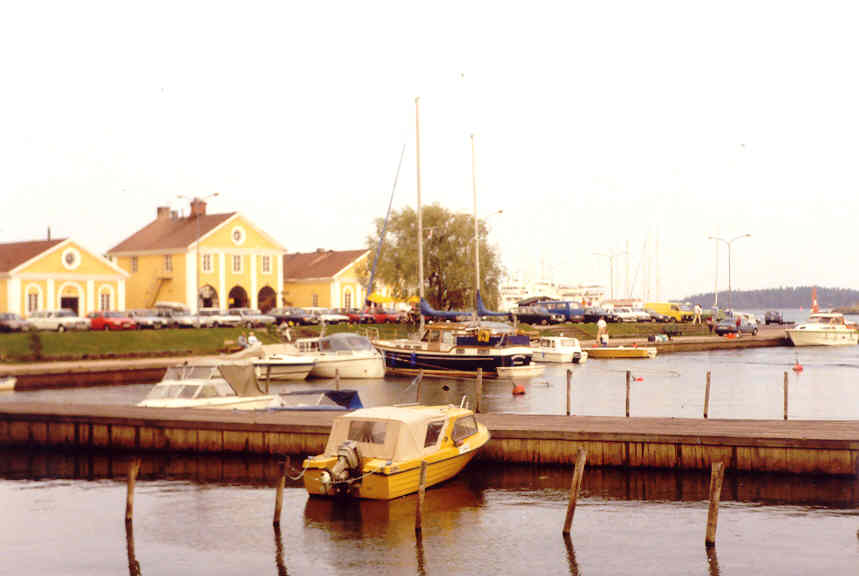
港口里建于1830年代的房屋，照片摄于1992年

基米托島（瑞典語：Kimitoön）是芬蘭西南芬蘭區面积最大的岛屿，位于群岛海中，面积为524平方公里。该岛的大部分属于基米托恩市镇，小部分则属于萨洛市镇。岛上居民数量约为7500人，其中大部分为芬蘭瑞典族。之前岛上曾有3个市镇及一个市镇的部分。2009年初前3个市镇合并为现在的基米托恩市镇，而一个市镇的部分则合并至萨洛市镇。
基米托岛是芬兰海域中第二大岛。芬兰最大的海岛为奥兰主岛，第三大海岛则为海卢奥托岛。
整座島嶼有兩座橋梁及一条轮渡與芬蘭大陸連接。